# Rayapur (Saptari)
Rayapur – gaun wikas samiti we wschodniej części Nepalu w strefie Sagarmatha w dystrykcie Saptari. Według nepalskiego spisu powszechnego z 2001 roku liczył on 1631 gospodarstw domowych i 9573 mieszkańców (4649 kobiet i 4924 mężczyzn).